# Oliver!
Oliver! é um filme britânico de 1968, um musical dirigido por Carol Reed e com roteiro livremente baseado no romance Oliver Twist de Charles Dickens.

## Sinopse
No século XIX, em um orfanato onde as crianças tomam só sopa e os administradores comem fartamente, Oliver Twist (Mark Lester), um órfão de 9 anos, "ousa" pedir mais comida. Por este motivo é vendido por três guinéis para o Sr. Sowerberry (Leonard Rossiter), o dono de uma funerária, que quer ver Oliver como seguidor de féretro em enterros de crianças. Após uma briga, quando chamaram sua mãe de prostituta, Oliver é preso em um porão da funerária. Ele descobre acidentalmente que as grades estão soltas, assim foge para Londres, sonhando fazer fortuna. Lá conhece Jack Dawkins (Jack Wild), que é normalmente chamado de Artful Dodger, que lhe apresenta Fagin (Ron Moody), um larápio louco por dinheiro que abriga diversas crianças, que trabalham para ele como batedores de carteiras. Dentro deste contexto o futuro de Oliver não parece ser muito promissor, mas algo mudará sua vida radicalmente.

## Elenco
- Ron Moody .... Fagin
- Shani Wallis .... Nancy
- Oliver Reed .... Bill Sikes
- Harry Secombe .... Bumble
- Mark Lester .... Oliver
- Jack Wild .... Artful Dodger
- Hugh Griffith .... Magistrado
- Joseph O'Conor .... Sr. Brownlow
- Peggy Mount .... Sra. Bumble
- Leonard Rossiter .... Sr. Sowerberry
- Hylda Baker .... Sra. Sowerberry
- Kenneth Cranham .... Noah Claypole
- Megs Jenkins .... sra. Bedwin
- Sheila White ....Bet
- Wensley Pithey .... Dr. Grimwig

## Principais prêmios e indicações
Oscar 1969
- Venceu nas categorias de melhor filme, melhor diretor, melhor trilha sonora, melhor direção de arte e melhor som.
- Indicado nas categorias de melhor ator principal (Ron Moody), melhor ator coadjuvante (Jack Wild), melhor fotografia, melhor figurino, melhor edição e melhor roteiro adaptado.

BAFTA 1969
- Indicado nas categorias de melhor filme, melhor ator (Ron Moody), melhor direção de arte, melhor figurino, melhor diretor, Melhor Ator Coadjuvante (Jack Wild) e melhor trilha sonora.

Globo de Ouro 1969
- Venceu nas categorias de melhor filme - comédia ou musical e melhor ator - comédia ou musical (Ron Moody).
- Indicado nas categorias de melhor direção e melhor ator coadjuvante (Jack Wild e Hugh Griffith).

Festival de Moscou 1969
- Venceu na categoria de melhor ator (Ron Moody).
- Indicado na categoria de melhor filme.